# Зайденберг, Борис Ильич
Бори́с Ильи́ч За́йденберг (21 мая 1929, Одесса — 20 октября 2000, Одесса, Украина) — советский и украинский актёр театра и кино, Заслуженный артист РСФСР (1961).

## Биография
Родился 21 мая 1929 года в Одессе.
В 1950 году окончил актёрский факультет Ташкентского театрально-художественного института имени А. Н. Островского.
До 1953 года был актёром Магнитогорского драматического театра имени А. С. Пушкина, в 1953—1962 годах — Брянского областного драматического театра, в 1962—2000 годах — Одесского русского драматического театра имени А. Иванова.
В кинематографе с 1965 года, первая роль — Емельянов в фильме «Гадюка».
В 1961 году было присвоено звание заслуженного артиста РСФСР.
Также работал режиссёром, среди работ около 30 спектаклей на сцене Одесского русского драматического театра имени А. Иванова, Одесского музыкально-драматического театра имени В. Василько и оперной студии Одесской консерватории имени А. Неждановой.
Скончался 20 октября 2000 года в Одессе. 
Жена — актриса Альбина Скарга. Дети: Юлия и Геннадий Скарга.

## Фильмография
- 1965 — Гадюка — Емельянов, командир красного эскадрона
- 1967 — Поиск — Николай Кузьмич Чеботарь, начальник карьера
- 1967 — Свадебные колокола — Гуревич
- 1967 — Тихая Одесса — комендант
- 1968 — Случай из следственной практики — командир авиалайнера
- 1968—1971 — Освобождение — майор Орлов
- 1969 — Я его невеста — Некрасов
- 1970 — Крутой горизонт — Костенко
- 1971 — Дерзость — Вошаглик Йозеф
- 1971 — Инспектор уголовного розыска — Евгений Игнатьевич Миронов, следователь прокуратуры, младший советник юстиции
- 1971 — Море нашей надежды — Степан Миронович Павлюк
- 1971 — Офицер запаса — Бужор, первый секретарь райкома партии
- 1972 — Вашингтонский корреспондент — Бредфорд
- 1972 — Лёгкая вода — Рамазанов, тренер
- 1972 — Петька в космосе — Андрей Петрович
- 1973 — Будни уголовного розыска — Евгений Игнатьевич Миронов, подполковник милиции, начальник уголовного розыска
- 1973 — Зарубки на память — Николай Жердан
- 1974 — Великое противостояние — Всеволод Михайлович, работник кинематографа
- 1974 — Ответная мера — Гарак
- 1974 — Скворец и Лира — генерал Крингли
- 1974 — Сузи, милая Сузи / Suse, liebe Suse (ГДР) — Борис, советский инженер-строитель
- 1975 — Чёрный караван — Форстер
- 1975 — Что с тобой происходит? — Лев Иванович, директор школы (озвучивание — Армен Джигарханян)
- 1976 — Никто вместо тебя — Батрину
- 1977 — Кто — за? Кто — против?
- 1978 — А к нам цирк приехал — завуч (в титрах не указан)
- 1978 — Всё решает мгновение — Александр Васильевич Палинов, главный тренер молодёжной сборной СССР по плаванию
- 1978 — Крепость — Борис Петрович Журавлёв, полковник
- 1979 — Выгодный контракт — Зубарев, подполковник милиции
- 1979 — И придёт день... — научный сотрудник
- 1980 — Депутатский час — Рогов
- 1981 — Приключения Тома Сойера и Гекльберри Финна — судья Тэтчер
- 1983 — Через Гоби и Хинган — генерал-лейтенант разведки
- 1985 — Экипаж машины боевой— полковник
- 1985 — Искушение Дон-Жуана — старейшина
- 1985 — Поезд вне расписания — начальник железной дороги
- 1986 — Соперницы — Василий Васильевич Паршин
- 1986 — Была не была — режиссёр на стадионе
- 1986 — В одну-единственную жизнь — Сергей Борисович, секретарь обкома
- 1986 — Охота на дракона — Брокман
- 1986 — Путь к себе — Вениамин Васильевич Крюков
- 1987 — Ваш специальный корреспондент — Спыну
- 1987 — Сабля без ножен
- 1991 — Похороны на втором этаже — Заборин
- 1993 — Трагедия века — Орлов
- 1993 — Я сама — прокурор
- 1994 — Поезд до Бруклина — Будько

### Озвучивание
- 1969 — Белый взрыв — роль Владимира Высоцкого[4]
- 1974 — Свидетельство о бедности — роль Бориса Битюкова
- 1977 — Наследники — роль Александра Аржиловского

## Признание и награды
- Заслуженный артист РСФСР (1961)